# Przesmyk centaura
Przesmyk centaura (tyt. oryg. Centaur Aisle) – czwarty tom cyklu Xanth amerykańskiego pisarza Piersa Anthony’ego. Po raz pierwszy ukazał się w 1982 roku, w Polsce przetłumaczony przez Lucynę Targosz i wydany przez Dom Wydawniczy „Rebis” w 1992 roku.